# Sigvard Cederroth
Karl Sigvard Magni Cederroth, född  8 september 1910 i Motala, död 18 december 1979 i Uppsala, var en svensk kritiker och folklivsforskare.
Sigvard Cederroth växte upp i en jordbrukarfamilj i Funbo socken och gick i realskolan, men hoppade av skolan vid 17 års ålder 1928. Han arbetade därefter som timmerman i Kanada. Han var senare diversearbetare i Sverige och bosatte sig i Uppsala. Han arbetade från slutet av 1930-talet och fram till 1950 som cyklande lantbrevbärare i trakten av Vaksala. Han arbetade därefter – uppmuntrad av Ragnar Oldberg – som lyrikrecensent i Perspektiv och andra tidningar och tidskrifter som Arbetaren och BLM. Han var också en självlärd folklivsforskare. Efter hans död har utgivits tre essäböcker om folklivet i Uppland.
Han var gift med Lisa Cederroth.
| ”                                                                          | Fattigsverige var rikt på ljusa skogar. Det rika Sverige har en myckenhet av räntabelt granmörker och högstammigt furukapital | „ |
| – Sigvard Cederrot i Hemma i det fattiga. Uppländska strövtåg och utsikter | |   |